# Woodfin (Caroline du Nord)

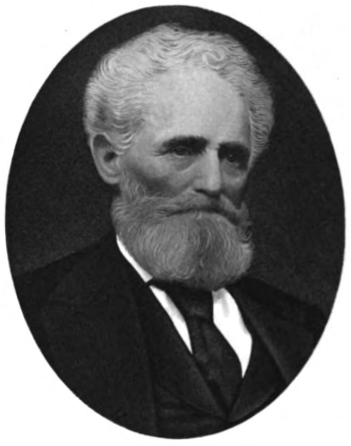
Nicholas Washington Woodfin

Woodfin est une ville américaine située dans le comté de Buncombe dans l'État de Caroline du Nord. En 2010, sa population était de 6 123 habitants.

## Démographie
| 1980  | 1990  | 2000  | 2010  | - | - |
| ----- | ----- | ----- | ----- | - | - |
| 3 260 | 2 736 | 3 162 | 6 123 | - | - |

## Source de la traduction
- (en) Cet article est partiellement ou en totalité issu de l’article de Wikipédia en anglais intitulé « Woodfin, North Carolina » (voir la liste des auteurs).